# شاد گاسپارد
شاد گاسپارد (انگلیسی: Shad Gaspard; ۱۳ ژانویهٔ ۱۹۸۱ – ۱۷ مهٔ ۲۰۲۰) کشتی‌گیر کشتی حرفه‌ای، بازیگر، بازیکن بسکتبال، و محافظ شخصی اهل ایالات متحده آمریکا بود.
از فیلم‌ها یا برنامه‌های تلویزیونی که وی در آن نقش داشته است می‌توان به سرسخت شو اشاره کرد.